# Henri Myntti
Henri Myntti (* 23. März 1982 in Kokkola) ist ein ehemaliger finnischer Fußballspieler. Sein Großvater ist der ehemalige finnische Fußballnationalspieler Stig-Göran Myntti. Sein Vater Kenth Myntti spielte am Anfang seiner Karriere beim Vasa IFK und wechselte im Jahre 1973 zu Kokkolan Palloveikot, wo er bis einschließlich 1987 aktiv war.

## Karriere
Myntti begann seine Laufbahn in seinem finnischen Heimatort Kokkola als Defensivspieler in der Jugendabteilung des Vereins Kokkolan Palloveikot. 2001 wurde Myntti als 18-Jähriger vom norwegischen Tippeligaen-Teilnehmer Tromsø IL unter Vertrag genommen, konnte sich bei diesem jedoch zunächst nicht durchsetzen und wurde in sein Heimatland zurückverliehen. So absolvierte Myntti in der Spielzeit 2002 der Veikkausliiga zehn Partien für den FC Hämeenlinna, mit welchem er den zehnten Tabellenplatz belegte und den Klassenerhalt erst in der Relegationsrunde erreichte, sowie in der Spielzeit 2003 24 Einsätze für FF Jaro, mit dem er den achten Platz der Abschlusstabelle belegte.
Nachdem sein Vertrag mit Tromsø 2004 aufgelöst worden war, wechselte Myntti zu seinem einstigen Jugendverein Kokkolan Palloveikot zurück, für den er zwischenzeitlich in der zweiten Finnischen Liga, der Ykkönen, spielte. 2006 erreichte er jedoch mit KPV den Einzug ins Pokalfinale, welches gegen HJK Helsinki mit 1:0 verloren ging.
Zur Spielzeit 2007 wechselte Myntti zum amtierenden finnischen Meister, Tampere United, mit dem er auf Anhieb sowohl die nationale Meisterschaft als auch den nationalen Pokal gewinnen konnte. Zu Beginn der Spielzeit 2008 konnte Tampere jedoch nicht mehr an die Leistungen der Vorjahre anknüpfen, weshalb Myntti aufgrund seiner Körpergröße auch als Stürmer eingesetzt wurde. Obgleich eigentlich gelernter Verteidiger gelang es Myntti daraufhin, in der gleichen Saison mit 13 Torerfolgen neben Aleksandr Kokko Torschützenkönig der Veikkausliiga zu werden.
Anfang Januar 2009 berichteten vereinzelte Medien zwar von Mynttis Wechsel zum rumänischen Erstligisten FC Vaslui, doch absolvierte er daraufhin zunächst ein Probetraining beim deutschen Zweitligisten F.C. Hansa Rostock, zu dem er Ende Januar 2009 auch wechselte. Nach nur acht Einsätzen während der Zweitliga-Spielzeit 2008/09 wurde ihm jedoch ein erneuter Vereinswechsel nahegelegt, woraufhin Myntti seinen Vertrag mit dem F.C. Hansa Ende November 2009 auflöste und nach Tampere zurückkehrte.
Im Jahre 2011 wechselte Myntti zu seinem Ausbildungsverein Kokkolan PV, bei dem er fortan als Spielertrainer agierte. Nach der Saison 2018 beendete er dann seine aktive Karriere.